# Una lengua es un dialecto con un ejército y una marina
«Una lengua es un dialecto con un ejército y una marina» a veces citado como «un idioma es un dialecto con un ejército detrás» es uno de los aforismos más citados en las discusiones sobre la diferencia entre qué es un dialecto y qué es una lengua. Ilustra el hecho de que el estatus político de los hablantes influye en el estatus percibido de su lengua o dialecto. El aforismo es, habitualmente, atribuido al lingüista Max Weinreich, filólogo de yidis.

## Autoría
Max Weinreich es una de las principales figuras de la moderna lingüística de yidis. El aforismo en cuestión, por lo tanto, aparece con frecuencia citado en su lengua original como "אַ שפּראַך איז אַ דיאַלעקט מיט אַן אַרמיי און פֿלאָט" (a shpraj iz a dialekt mit an armey un flot). La primera fuente escrita que se conoce del aforismo es el artículo de Weinreich "דער ייִוואָ און די פּראָבלעמען פֿון אונדזער צײַט" (Der YIVO un di problemen fun undzer tsayt", literalmente: "El IWO y los problemas de nuestro tiempo" (en YIVO bleter, vol. 25 nr. 1, Ene-Feb 1945, pp. 3-18). Este texto fue presentado como conferencia en la sesión inaugural de la "19 Conferencia Anual del IWO" celebrada en Nueva York el 5 de enero de 1945, con la Segunda Guerra Mundial en pleno desarrollo. Así, pues, la primera referencia citable del aforismo es la versión en ídish, pues en el resumen en inglés que se hizo de la conferencia no es citado.
La mayoría de las referencias que atribuyen el aforismo a Max Weinreich se desentienden del hecho de que él lo presentó como una cita indirecta de algo que le dijo a él un oyente de una de sus conferencias, en un ciclo desarrollado entre el 13 de diciembre de 1943 y el 12 de junio de 1944 (detallado en YIVO bleter, vol. 23 nr. 3, May–Jun 1944, pp. 420–421). Weinreich describió a su informante con algún detalle pero no dio su nombre. No dice nada más que esta persona le refirió una frase, sin hacer ninguna indicación acerca de si se trataba de una aportación personal o de algo que a su vez había tomado de una fuente previa. El pasaje en cuestión aparece en la página 13 del artículo de 1945:
El año pasado impartimos un curso en la Escuela Dr. Tsemaj Shabad de veinte conferencias sobre el tema 'Problemas en la historia de la lengua ídish'. Un profesor de un instituto del Bronx formó parte en una ocasión del auditorio. Había llegado a América de niño y en toda su vida nunca le habían comentado que el ídish tenía historia y que también podía servir para abordar temas de peso. No sé cómo llegó a estar entre los investigadores del IWO, solo sé que a partir de entonces volvió a presentarse varias veces. Tras una conferencia, se acercó a mí y me preguntó, "¿Cuál es la diferencia entre un dialecto y una lengua?" Creí que le había afectado el desprecio de la élite hebraísta y quise reencaminarlo, pero me interrumpió. "Ya lo sé, pero quiero darle a Ud. una mejor definición." me dijo, "Una lengua es un dialecto con ejército y flota." Tal fue mi admiración ante ese maravilloso resumen del destino de la lengua ídish que resolví al instante llevarlo a un público más vasto.
(A final de este artículo aparece una transcripción y transliterización romanizada del texto original.)
Los detalles del ciclo de conferencias que se proporcionan en el número de 1944 de la revista YIVO bleter (cuya referencia a pie de página se hace en el artículo de 1945) incluyen una descripción de una audiencia básica de veinte estudiantes que asistieron a todas las conferencias (que fueron 21 no 20) más una veintena de asistentes adicionales que pudieron asistir a conferencias concretas. Las discusiones informales fueron frecuentes entre los conferenciantes, que no siempre era Max Weinreich, y la audiencia, una vez terminadas las conferencias. La última de Weinreich dentro de la serie fue el 8 de mayo de 1944, y él indica que su informante se unió al grupo en algún momento tras la primera conferencia. La segunda conferencia fue el 20 de diciembre de 1943, lo que establece los límites entre los que se pudo haber producido el intercambio de pareceres entre los dos.
Ha habido especulaciones acerca de que el anónimo participante haya podido ser el preeminente experto en sociolingüística y en ídish Joshua Fishman, y en ese sentido en varias referencias se le atribuye el origen del aforismo. Esto puede deberse a una sugerencia realizada por él mismo, aparentemente hecha en la creencia de que Max Winreich estaba describiendo un hecho que ocurrió más de veinte años después. En cualquier caso, la descripción de la persona en el texto de Weinreich no se corresponde bien con los detalles biográficos de Fishman para que pudiese llegar a ser él (nacido en América, 17 años de edad y estudiante de secundaria en el momento de la conferencia, bien enterado de la historia y el significado de la lengua ídish).
El lingüista francés Antoine Meillet (1866–1936) ha sido propuesto también en ocasiones como el originador de la frase. Sus fechas y su área de especialización lo convierten ciertamente en un plausible candidato pero ninguna bibliografía ni referencia verificable ha sido proporcionada para confirmar tal atribución. (En una nota editorial de Language in Society, vol. 26, 1997, p. 469, William Bright escribe: "Algunos expertos creen que el aforismo ídish es una expansión de una cita de Antoine Meillet, para expresar que una lengua es un dialecto con un ejército. Hasta el momento, la fuente no ha sido localizada en las obras de Meillet." discusión.)
Otra posibilidad es Louis-Hubert Lyautey (1854–1934). La frase "Une langue, c'est un dialecte qui possède une armée, une marine et une aviation" (Una lengua es un dialecto que posee un ejército, una marina y una aviación), aparece en varios contextos de internet asociándola con Lyautey como autor, y el aforismo en inglés conocido le ha sido también atribuido a él. Con todo, no hay fuentes ni referencias verificables que lo prueben.
En otros casos, se sugieren fuentes posteriores a la fecha de la publicación de Weinreich.

## Relevancia para el yídish
Como resultado de que su versión en ídish ha circulado ampliamente y de la creencia de que su autor fue Max Weinreich, el aforismo es con frecuencia visto como una expresión de la especificidad del ethos ídish. Aunque un profesor de secundaria hablante de ídish con un interés particular en lingüística pudo haberlo acuñado, tal persona podría también haber llegado a él en otros contextos que no tuviesen relación específica con el ídish. Si se puede conceder alguna credibilidad a la posibilidad de su origen francófono, el aforismo podría inicialmente haber sido un comentario sobre las consecuencias lingüísticas de la autoridad militar colonialista.
La propia observación de Weinreich en el sentido de que se trata de una maravillosa expresión del problema social del ídish, provee, sin embargo, un claro indicio de su relevancia respecto de ese idioma. En tanto que un aforismo no es más que un dicho lexicalizado, si fue dicho de tal manera, la frase no proporciona un análisis detallado. Las razones por las que Weinreich le confirió tal sentido son, no obstante, evidentes en la conferencia en la que la presentó. Se extienden más allá de consideraciones puramente lingüísticas para entrar en nociones más amplias del "idishkait" (ייִדישקייט - lit. judaísmo/judeidad). La percepción del ídish y de su cultura asociada por parte de comunidades externas (e incluso, en gran medida, dentro de la propia comunidad judía) ha tenido una historia complicada, y nunca estuvo en una encrucijada tan crítica como la que se correspondió con la Segunda Guerra Mundial y las décadas anteriores y posteriores. Aunque el impacto global de ese proceso podría no estar aún determinado en el momento en el que la conferencia de 1945 se preparó, la aplicabilidad del aforismo a subsecuentes desarrollos no parece haber disminuido.

## El texto de Weinreich en yídish
Se transcribe a continuación el fragmento del texto de 1945 en su lengua original y a continuación su transliteración romanizada:

פֿאַר אַ יאָרן האָבן מיר אין דער ד״ר צמח שאַבאַד־אַספּיראַנטור געהאַט אַ
קורס פֿון צוואַנציק לעקציעס אויף דער טעמע׃ „פּראָבלעמען אין דער געשיכטע
פֿון דער ייִדישער שפּראַך“. צווישן די צוהערערס איז איין מאָל אױך אַרײַנגעפֿאַלן
אַ לערער פֿון אַ בראָנקסער הײַסקול. ער איז געקומען קײן אַמעריקע ווי
אַ קינד און האָט פֿאַר דער גאַנצער צײַט קײן מאָל ניט געהערט, אַז ייִדיש האָט
אַ געשיכטע און קען דינען פֿאַר העכערע ענינים אויך. ווי אַזוי ער איז פֿון דער
אַספּיראַנטור פֿון ייִוואָ געווויר געוואָרן ווייס איך ניט, נאָר פֿון יעמאָלט אָן האָט
ער שוין גענומען קומען. איין מאָל נאָך אַ לעקציע גייט ער צו צו מיר און פֿרעגט׃
„וואָס איז דער חילוק פֿון אַ דיאַלעקט ביז אַ שפּראַך?“ איך האָב געמיינט, אַז עס
רופֿט זיך אים דער משׂכּילישער ביטול, און איך האָב אים געפּרוּווט אַרויפֿפֿירן
אויפֿן ריכטיקן וועג, נאָר ער האָט מיך איבערגעריסן׃ „דאָס ווייס איך, אָבער
יך וועל אײַך געבן אַ בעסערע דעפֿיניציע׃ אַ שפּראַך איז אַ דיאַלעקט מיט אַן
אַרמיי און פֿלאָט“. איך האָב זיך יעמאָלט באַלד פֿאַרגעדענקט, אַז די דאָזיקע
וווּנדערלעכע פֿאָרמולירונג פֿון דער סאָציאַלער מערכה פֿון ייִדיש מוז איך ברענגען
צו אַ גרויסן עולם.

Far a yorn hobn mir in der Dr. Tsemekh Shabad-aspirantur gehat a kurs fun tsvantsik lektsyes oyf der teme: "problemen in der geshikhte fun der yidisher shprakh". Tsvishn di tsuherers iz eyn mol oykh arayngefaln a lerer fun a bronkser hayskul. Er iz gekumen keyn amerike vi a kind un hot far der gantser tsayt keyn mol nit gehert, az yidis hot a geshikhte un ken dinen far hekhere inyonem oykh. Vi azoy er iz fun der aspirantur fun YIVO gevoyr gevorn veys ikh nit, nor fun yemolt on hot er shoyn genumen kumen. Eyn mol nokh a lektsye geyt er tsu tsu mir un fregt, "Vos iz der khilek fun a dialekt biz a shprakh?"  Ikh hob gemeynt, az es ruft zikh im der maskilisher bitl, un ikh hob im gepruvt aroyffirn afn rikhtikn veg, nor er hot mikh ibergerisn: "Dos veys ikh, ober ikh vel aykh gebn a besere definitsye: a shprakh iz a dialekt mit an armey un flot."  Ikh hob zikh yemolt bald fargedenkt, az di dozike vunderlekhe formulirung fun der sotsyaler marokhe fun yidis muz ikh brengen tsu a groysn oylem.

## Fuente
- La primera versión de este artículo fue la traducción de su homónimo de la Wikipedia en inglés (terminada el 21-3-2008).